# Fuerza de tres cuerpos

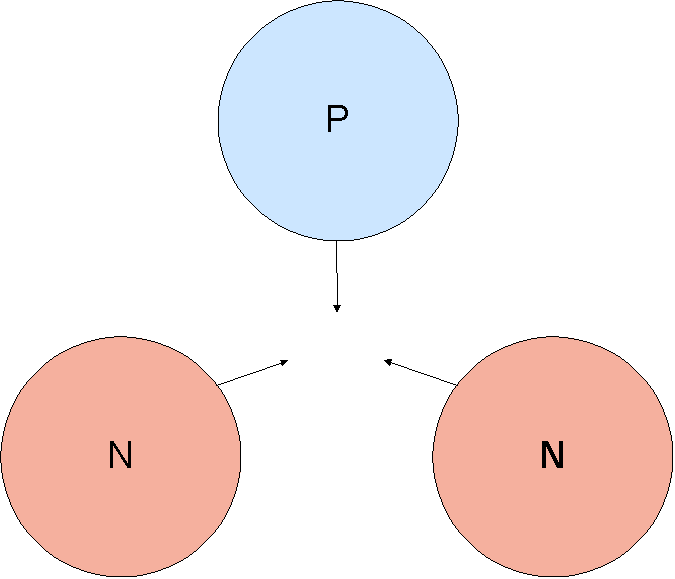
Un ejemplo conjetural de una interacción entre dos neutrones y un protón, el tritón o hidrógeno-3, que es beta inestable. Un ejemplo de una interacción estable de 3 cuerpos sería entre dos protones y un neutrón, el isótopo helio-3.

Una fuerza de tres cuerpos es una fuerza que no existe en un sistema de dos objetos, sino que aparece en un sistema de tres cuerpos. En general, si el comportamiento de un sistema de más de dos objetos no puede ser descrito por las interacciones de dos cuerpos entre todos los pares posibles, como primera aproximación, la desviación se debe principalmente a una fuerza de tres cuerpos.
La interacción fuerte fundamental exhibe tal comportamiento, el ejemplo más importante es la estabilidad observada experimentalmente para el isótopo helio-3, que se puede describir como una entidad de grupo cuántica de 3 cuerpos de dos protones y un neutrón [PNP] en superposición estable. Se conoce evidencia directa de una fuerza de 3 cuerpos en el helio-3: [1]. La existencia de agrupaciones [PNP] estables cuestiona los modelos del núcleo atómico que restringen las interacciones de los nucleones dentro de las conchas a los fenómenos de 2 cuerpos.e).La interacción de tres nucleones es fundamentalmente posible porque los gluones, los mediadores de la interacción fuerte, pueden unirse a sí mismos. En la física de partículas, las interacciones entre los tres quarks que componen los hadrones se pueden describir en un modelo de diquark que podría ser equivalente a la hipótesis de una fuerza de tres cuerpos. Existe una creciente evidencia en el campo de la física nuclear de que existen fuerzas de tres cuerpos entre los nucleones dentro de los núcleos atómicos para muchos isótopos diferentes (fuerza de tres nucleones).